# Карамино
Карамино — деревня в Онежском районе Архангельской области России. Входит в состав Порожского сельского поселения. Расположена на северной оконечности большого острова, находящегося между руслами рек Большой и Малой Онеги.
Местность под таким же созвучным названием, известна по материалам «Сотной на Турчасовский стан Каргопольского уезда 1566 года», но относится она к деревне, расположенной на противоположном, правом берегу.
В этом же 1566 году на месте нынешнего Карамино, располагались две деревни Лукинская и Кондратовская, относящиеся к волостке Заостровской на Великой Стороне.
По подворной описи 1866 года, Лукинская состояла из 15 жилых домов, Кондратовская — из 10 жилых домов.
В начале XX века, обе деревни слились в одну, и примерно с 1905 года, деревня официально стала называться Лукинская, имея так же местное название Каралина. Примерно в 30-40-х годах XX века, окончательно утвердилось название Карамино.

## Население
| 2002 | 2010 | 2012 |
| ---- | ---- | ---- |
| 7    | ↘1   | ↘0   |